# A411高速公路
A411高速公路是法国的一条高速公路，始于Étrembières，终于与瑞士的边界线上，与A40高速相连。A411于1973年建成通车，东-北西走向。该高速原为A40的一部分，2×2车道，全长3英里。